# Giro d’Italia 2017/Fahrerfeld
Dieser Artikel gibt das Fahrerfeld des Giro d’Italia 2017 wieder. Die Teilnehmer und deren Ergebnisse sind dabei nach Teams aufgeteilt.
| Bahrain-Merida TBM | Bahrain-Merida TBM        | Bahrain-Merida TBM |
| ------------------ | ------------------------- | ------------------ |
| Nr.                | Fahrer                    | Platz              |
| 1                  | Vincenzo Nibali (ITA)     | 3.                 |
| 2                  | Valerio Agnoli (ITA)      | 110.               |
| 3                  | Manuele Boaro (ITA)       | 74.                |
| 4                  | Enrico Gasparotto (ITA)   | 76.                |
| 5                  | Javier Moreno (ESP)       | DSQ-4              |
| 6                  | Franco Pellizotti (ITA)   | 21.                |
| 7                  | Luka Pibernik (SLO)       | 100.               |
| 8                  | Kanstantsin Siutsou (BLR) | 35.                |
| 9                  | Giovanni Visconti (ITA)   | DNF-20             |

| AG2R La Mondiale ALM | AG2R La Mondiale ALM     | AG2R La Mondiale ALM |
| -------------------- | ------------------------ | -------------------- |
| Nr.                  | Fahrer                   | Platz                |
| 11                   | Domenico Pozzovivo (ITA) | 6.                   |
| 12                   | Julien Bérard (FRA)      | 131.                 |
| 13                   | François Bidard (FRA)    | 39.                  |
| 14                   | Clément Chevrier (FRA)   | 81.                  |
| 15                   | Hubert Dupont (FRA)      | 19.                  |
| 16                   | Ben Gastauer (LUX)       | 29.                  |
| 17                   | Alexandre Geniez (FRA)   | DNF-4                |
| 18                   | Quentin Jauregui (FRA)   | 90.                  |
| 19                   | Matteo Montaguti (ITA)   | 51.                  |

| Astana AST | Astana AST                 | Astana AST |
| ---------- | -------------------------- | ---------- |
| Nr.        | Fahrer                     | Platz      |
| 22         | Dario Cataldo (ITA)        | 14.        |
| 23         | Pello Bilbao (ESP)         | 66.        |
| 24         | Schandos Bischіgіtow (KAZ) | 160.       |
| 25         | Jesper Hansen (DEN)        | 32.        |
| 26         | Tanel Kangert (EST)        | DNF-15     |
| 27         | Luis León Sánchez (ESP)    | 43.        |
| 28         | Paolo Tiralongo (ITA)      | 83.        |
| 29         | Andrei Seiz (KAZ)          | 63.        |

| Bardiani CSF BRD | Bardiani CSF BRD        | Bardiani CSF BRD |
| ---------------- | ----------------------- | ---------------- |
| Nr.              | Fahrer                  | Platz            |
| 32               | Vincenzo Albanese (ITA) | DNS-16           |
| 33               | Simone Andreetta (ITA)  | 156.             |
| 34               | Enrico Barbin (ITA)     | 124.             |
| 35               | Nicola Boem (ITA)       | 152.             |
| 36               | Giulio Ciccone (ITA)    | 95.              |
| 37               | Mirco Maestri (ITA)     | 143.             |
| 38               | Lorenzo Rota (ITA)      | 151.             |

| BMC Racing Team BMC | BMC Racing Team BMC          | BMC Racing Team BMC |
| ------------------- | ---------------------------- | ------------------- |
| Nr.                 | Fahrer                       | Platz               |
| 41                  | Tejay van Garderen (USA)     | 20.                 |
| 42                  | Rohan Dennis (AUS)           | DNF-4               |
| 43                  | Silvan Dillier (SUI)         | 67.                 |
| 44                  | Ben Hermans (BEL)            | DNF-16              |
| 45                  | Manuel Quinziato (ITA)       | 133.                |
| 46                  | Joey Rosskopf (USA)          | 70.                 |
| 47                  | Manuel Senni (ITA)           | 79.                 |
| 48                  | Dylan Teuns (BEL)            | 75.                 |
| 49                  | Francisco José Ventoso (ESP) | 94.                 |

| Bora-Hansgrohe BOH | Bora-Hansgrohe BOH      | Bora-Hansgrohe BOH |
| ------------------ | ----------------------- | ------------------ |
| Nr.                | Fahrer                  | Platz              |
| 51                 | Jan Bárta (CZE)         | 127.               |
| 52                 | Cesare Benedetti (ITA)  | 115.               |
| 53                 | Sam Bennett (IRL)       | 158.               |
| 54                 | Patrick Konrad (AUT)    | 16.                |
| 55                 | José Mendes (POR)       | 48.                |
| 56                 | Gregor Mühlberger (AUT) | 41.                |
| 57                 | Matteo Pelucchi (ITA)   | HD-10              |
| 58                 | Lukas Pöstlberger (AUT) | 114.               |
| 59                 | Rüdiger Selig (GER)     | DNF-15             |

| Cannondale-Drapac CDT | Cannondale-Drapac CDT   | Cannondale-Drapac CDT |
| --------------------- | ----------------------- | --------------------- |
| Nr.                   | Fahrer                  | Platz                 |
| 61                    | Pierre Rolland (FRA)    | 22.                   |
| 62                    | Hugh Carthy (GBR)       | 92.                   |
| 63                    | Joseph Dombrowski (USA) | 69.                   |
| 64                    | Davide Formolo (ITA)    | 10.                   |
| 65                    | Alex Howes (USA)        | 136.                  |
| 66                    | Kristijan Koren (SLO)   | 128.                  |
| 67                    | Tom-Jelte Slagter (NED) | 77.                   |
| 68                    | Davide Villella (ITA)   | 72.                   |
| 69                    | Michael Woods (CAN)     | 38.                   |

| CCC Sprandi Polkowice CCC | CCC Sprandi Polkowice CCC | CCC Sprandi Polkowice CCC |
| ------------------------- | ------------------------- | ------------------------- |
| Nr.                       | Fahrer                    | Platz                     |
| 71                        | Jan Hirt (CZE)            | 12.                       |
| 72                        | Marcin Białobłocki (POL)  | 159.                      |
| 73                        | Felix Großschartner (AUT) | 78.                       |
| 74                        | Łukasz Owsian (POL)       | 88.                       |
| 75                        | Maciej Paterski (POL)     | 137.                      |
| 76                        | Simone Ponzi (ITA)        | 126.                      |
| 77                        | Branislau Samojlau (BLR)  | 112.                      |
| 78                        | Michal Schlegel (CZE)     | 45.                       |
| 79                        | Jan Tratnik (SLO)         | 106.                      |

| FDJ | FDJ                         | FDJ    |
| --- | --------------------------- | ------ |
| Nr. | Fahrer                      | Platz  |
| 81  | Thibaut Pinot (FRA)         | 4.     |
| 82  | William Bonnet (FRA)        | DNS-16 |
| 83  | Matthieu Ladagnous (FRA)    | 97.    |
| 84  | Tobias Ludvigsson (SWE)     | 85.    |
| 85  | Rudy Molard (FRA)           | 44.    |
| 86  | Steve Morabito (SUI)        | 53.    |
| 87  | Sébastien Reichenbach (SUI) | 15.    |
| 88  | Jérémy Roy (FRA)            | 73.    |
| 89  | Benoît Vaugrenard (FRA)     | 103.   |

| Gazprom-RusVelo GAZ | Gazprom-RusVelo GAZ                | Gazprom-RusVelo GAZ |
| ------------------- | ---------------------------------- | ------------------- |
| Nr.                 | Fahrer                             | Platz               |
| 91                  | Sergei Firsanow (RUS)              | 96.                 |
| 92                  | Pawel Brutt (RUS)                  | 134.                |
| 93                  | Alexander Foliforow (RUS)          | 40.                 |
| 94                  | Dmitri Kosontschuk (RUS)           | 145.                |
| 95                  | Sergei Sergejewitsch Lagutin (RUS) | 157.                |
| 96                  | Iwan Rowny (RUS)                   | 119.                |
| 97                  | Iwan Alexandrowitsch Sawizki (RUS) | DNF-15              |
| 98                  | Jewgeni Schalunow (RUS)            | 123.                |
| 99                  | Alexei Zatewitsch (RUS)            | 121.                |

| Lotto-Soudal LTS | Lotto-Soudal LTS        | Lotto-Soudal LTS |
| ---------------- | ----------------------- | ---------------- |
| Nr.              | Fahrer                  | Platz            |
| 100              | André Greipel (GER)     | DNS-14           |
| 101              | Lars Bak (DEN)          | 118.             |
| 102              | Sean De Bie (BEL)       | DNF-16           |
| 103              | Jasper De Buyst (BEL)   | DNF-18           |
| 104              | Bart De Clercq (BEL)    | DNF-15           |
| 105              | Adam Hansen (AUS)       | 93.              |
| 106              | Moreno Hofland (NED)    | 139.             |
| 107              | Tomasz Marczyński (POL) | 47.              |
| 109              | Maxime Monfort (BEL)    | 13.              |

| Movistar Team MOV | Movistar Team MOV        | Movistar Team MOV |
| ----------------- | ------------------------ | ----------------- |
| Nr.               | Fahrer                   | Platz             |
| 111               | Nairo Quintana (COL)     | 2.                |
| 112               | Andrey Amador (CRC)      | 18.               |
| 113               | Winner Anacona (COL)     | 25.               |
| 114               | Daniele Bennati (ITA)    | DNF-16            |
| 115               | Víctor de la Parte (ESP) | 56.               |
| 116               | José Herrada (ESP)       | 61.               |
| 117               | Gorka Izagirre (ESP)     | 28.               |
| 118               | José Joaquín Rojas (ESP) | 50.               |
| 119               | Rory Sutherland (AUS)    | 108.              |

| Orica-Scott ORS | Orica-Scott ORS               | Orica-Scott ORS |
| --------------- | ----------------------------- | --------------- |
| Nr.             | Fahrer                        | Platz           |
| 121             | Adam Yates (GBR)              | 9.              |
| 122             | Alexander Edmondson (AUS)     | DNS-16          |
| 123             | Caleb Ewan (AUS)              | DNF-15          |
| 124             | Michael Hepburn (AUS)         | 122.            |
| 125             | Christopher Juul-Jensen (DEN) | 109.            |
| 126             | Luka Mezgec (SLO)             | 107.            |
| 127             | Rubén Plaza (ESP)             | 30.             |
| 128             | Svein Tuft (CAN)              | 142.            |
| 129             | Carlos Verona (ESP)           | 57.             |

| Quick-Step Floors QST | Quick-Step Floors QST     | Quick-Step Floors QST |
| --------------------- | ------------------------- | --------------------- |
| Nr.                   | Fahrer                    | Platz                 |
| 131                   | Bob Jungels (LUX)         | 8.                    |
| 132                   | Eros Capecchi (ITA)       | 58.                   |
| 133                   | Laurens De Plus (BEL)     | 24.                   |
| 134                   | Dries Devenyns (BEL)      | 89.                   |
| 135                   | Fernando Gaviria (COL)    | 129.                  |
| 136                   | Iljo Keisse (BEL)         | 144.                  |
| 137                   | Davide Martinelli (ITA)   | 153.                  |
| 138                   | Maximiliano Richeze (ARG) | 148.                  |
| 139                   | Pieter Serry (BEL)        | 105.                  |

| Dimension Data DDD | Dimension Data DDD               | Dimension Data DDD |
| ------------------ | -------------------------------- | ------------------ |
| Nr.                | Fahrer                           | Platz              |
| 141                | Nathan Haas (AUS)                | DNF-11             |
| 142                | Igor Antón (ESP)                 | 62.                |
| 143                | Natnael Berhane (ERI)            | 59.                |
| 144                | Omar Fraile (ESP)                | 65.                |
| 145                | Ryan Gibbons (RSA)               | DNS-16             |
| 146                | Jacques Janse van Rensburg (RSA) | 36.                |
| 147                | Kristian Sbaragli (ITA)          | 101.               |
| 148                | Daniel Teklehaimanot (ERI)       | 111.               |
| 149                | Johann van Zyl (RSA)             | 149.               |

| Katusha-Alpecin KAT | Katusha-Alpecin KAT         | Katusha-Alpecin KAT |
| ------------------- | --------------------------- | ------------------- |
| Nr.                 | Fahrer                      | Platz               |
| 151                 | İlnur Zäkärin (RUS)         | 5.                  |
| 152                 | Maxim Belkow (RUS)          | 125.                |
| 153                 | José Gonçalves (POR)        | 60.                 |
| 154                 | Robert Kišerlovski (CRO)    | 31.                 |
| 155                 | Pawel Kotschetkow (RUS)     | DNF-4               |
| 156                 | Wjatscheslaw Kusnezow (RUS) | 132.                |
| 157                 | Alberto Losada (ESP)        | 147.                |
| 158                 | Matwei Mamykin (RUS)        | 87.                 |
| 159                 | Ángel Vicioso (ESP)         | DNS-21              |

| LottoNL-Jumbo TLJ | LottoNL-Jumbo TLJ           | LottoNL-Jumbo TLJ |
| ----------------- | --------------------------- | ----------------- |
| Nr.               | Fahrer                      | Platz             |
| 161               | Steven Kruijswijk (NED)     | DNS-20            |
| 162               | Enrico Battaglin (ITA)      | 64.               |
| 163               | Victor Campenaerts (BEL)    | DNF-16            |
| 164               | Twan Castelijns (NED)       | 130.              |
| 165               | Stef Clement (NED)          | 23.               |
| 166               | Martijn Keizer (NED)        | 116.              |
| 167               | Bram Tankink (NED)          | DNF-19            |
| 168               | Jurgen Van Den Broeck (BEL) | 91.               |
| 169               | Jos van Emden (NED)         | 117.              |

| Team Sky SKY | Team Sky SKY           | Team Sky SKY |
| ------------ | ---------------------- | ------------ |
| Nr.          | Fahrer                 | Platz        |
| 171          | Mikel Landa (ESP)      | 17.          |
| 172          | Philip Deignan (IRL)   | 37.          |
| 173          | Kenny Elissonde (FRA)  | DNF-16       |
| 174          | Michał Gołaś (POL)     | 141.         |
| 175          | Sebastián Henao (COL)  | 33.          |
| 176          | Wassil Kiryjenka (BLR) | 102.         |
| 177          | Salvatore Puccio (ITA) | 86.          |
| 178          | Diego Rosa (ITA)       | 55.          |
| 179          | Geraint Thomas (GBR)   | DNS-13       |

| Team Sunweb SUN | Team Sunweb SUN       | Team Sunweb SUN |
| --------------- | --------------------- | --------------- |
| Nr.             | Fahrer                | Platz           |
| 181             | Tom Dumoulin (NED)    | 1.              |
| 182             | Phil Bauhaus (GER)    | DNF-17          |
| 183             | Simon Geschke (GER)   | 54.             |
| 184             | Chad Haga (USA)       | 82.             |
| 185             | Wilco Kelderman (NED) | DNF-9           |
| 186             | Sindre Lunke (NOR)    | 120.            |
| 187             | Georg Preidler (AUT)  | 71.             |
| 188             | Tom Stamsnijder (NED) | 154.            |
| 189             | Laurens ten Dam (NED) | 34.             |

| Trek-Segafredo TFS | Trek-Segafredo TFS    | Trek-Segafredo TFS |
| ------------------ | --------------------- | ------------------ |
| Nr.                | Fahrer                | Platz              |
| 191                | Bauke Mollema (NED)   | 7.                 |
| 192                | Eugenio Alafaci (ITA) | 146.               |
| 193                | Julien Bernard (FRA)  | 42.                |
| 194                | Laurent Didier (LUX)  | DNF-11             |
| 195                | Jesús Hernández (ESP) | 49.                |
| 196                | Giacomo Nizzolo (ITA) | DNS-11             |
| 197                | Mads Pedersen (DEN)   | 138.               |
| 198                | Peter Stetina (USA)   | 46.                |
| 199                | Jasper Stuyven (BEL)  | 98.                |

| UAE Team Emirates UAD | UAE Team Emirates UAD | UAE Team Emirates UAD |
| --------------------- | --------------------- | --------------------- |
| Nr.                   | Fahrer                | Platz                 |
| 201                   | Rui Costa (POR)       | 27.                   |
| 202                   | Valerio Conti (ITA)   | 68.                   |
| 203                   | Roberto Ferrari (ITA) | 150.                  |
| 204                   | Marco Marcato (ITA)   | 113.                  |
| 205                   | Sacha Modolo (ITA)    | DNF-17                |
| 206                   | Matej Mohorič (SLO)   | 135.                  |
| 207                   | Edward Ravasi (ITA)   | 80.                   |
| 208                   | Simone Petilli (ITA)  | 26.                   |
| 209                   | Jan Polanc (SLO)      | 11.                   |

| Wilier Triestina-Selle Italia WIL | Wilier Triestina-Selle Italia WIL | Wilier Triestina-Selle Italia WIL |
| --------------------------------- | --------------------------------- | --------------------------------- |
| Nr.                               | Fahrer                            | Platz                             |
| 211                               | Filippo Pozzato (ITA)             | 104.                              |
| 212                               | Julen Amezqueta (ESP)             | 99.                               |
| 213                               | Matteo Busato (ITA)               | 84.                               |
| 214                               | Giuseppe Fonzi (ITA)              | 161.                              |
| 215                               | Ilia Koshevoy (BLR)               | 155.                              |
| 216                               | Jakub Mareczko (ITA)              | DNS-14                            |
| 217                               | Daniel Felipe Martínez (COL)      | DNS-17                            |
| 218                               | Cristian Rodríguez (ESP)          | 52.                               |
| 219                               | Eugert Zhupa (ALB)                | 140.                              |

| Bahrain-Merida TBM | Bahrain-Merida TBM        | Bahrain-Merida TBM |
| ------------------ | ------------------------- | ------------------ |
| Nr.                | Fahrer                    | Platz              |
| 1                  | Vincenzo Nibali (ITA)     | 3.                 |
| 2                  | Valerio Agnoli (ITA)      | 110.               |
| 3                  | Manuele Boaro (ITA)       | 74.                |
| 4                  | Enrico Gasparotto (ITA)   | 76.                |
| 5                  | Javier Moreno (ESP)       | DSQ-4              |
| 6                  | Franco Pellizotti (ITA)   | 21.                |
| 7                  | Luka Pibernik (SLO)       | 100.               |
| 8                  | Kanstantsin Siutsou (BLR) | 35.                |
| 9                  | Giovanni Visconti (ITA)   | DNF-20             |

| AG2R La Mondiale ALM | AG2R La Mondiale ALM     | AG2R La Mondiale ALM |
| -------------------- | ------------------------ | -------------------- |
| Nr.                  | Fahrer                   | Platz                |
| 11                   | Domenico Pozzovivo (ITA) | 6.                   |
| 12                   | Julien Bérard (FRA)      | 131.                 |
| 13                   | François Bidard (FRA)    | 39.                  |
| 14                   | Clément Chevrier (FRA)   | 81.                  |
| 15                   | Hubert Dupont (FRA)      | 19.                  |
| 16                   | Ben Gastauer (LUX)       | 29.                  |
| 17                   | Alexandre Geniez (FRA)   | DNF-4                |
| 18                   | Quentin Jauregui (FRA)   | 90.                  |
| 19                   | Matteo Montaguti (ITA)   | 51.                  |

| Astana AST | Astana AST                 | Astana AST |
| ---------- | -------------------------- | ---------- |
| Nr.        | Fahrer                     | Platz      |
| 22         | Dario Cataldo (ITA)        | 14.        |
| 23         | Pello Bilbao (ESP)         | 66.        |
| 24         | Schandos Bischіgіtow (KAZ) | 160.       |
| 25         | Jesper Hansen (DEN)        | 32.        |
| 26         | Tanel Kangert (EST)        | DNF-15     |
| 27         | Luis León Sánchez (ESP)    | 43.        |
| 28         | Paolo Tiralongo (ITA)      | 83.        |
| 29         | Andrei Seiz (KAZ)          | 63.        |

| Bardiani CSF BRD | Bardiani CSF BRD        | Bardiani CSF BRD |
| ---------------- | ----------------------- | ---------------- |
| Nr.              | Fahrer                  | Platz            |
| 32               | Vincenzo Albanese (ITA) | DNS-16           |
| 33               | Simone Andreetta (ITA)  | 156.             |
| 34               | Enrico Barbin (ITA)     | 124.             |
| 35               | Nicola Boem (ITA)       | 152.             |
| 36               | Giulio Ciccone (ITA)    | 95.              |
| 37               | Mirco Maestri (ITA)     | 143.             |
| 38               | Lorenzo Rota (ITA)      | 151.             |

| BMC Racing Team BMC | BMC Racing Team BMC          | BMC Racing Team BMC |
| ------------------- | ---------------------------- | ------------------- |
| Nr.                 | Fahrer                       | Platz               |
| 41                  | Tejay van Garderen (USA)     | 20.                 |
| 42                  | Rohan Dennis (AUS)           | DNF-4               |
| 43                  | Silvan Dillier (SUI)         | 67.                 |
| 44                  | Ben Hermans (BEL)            | DNF-16              |
| 45                  | Manuel Quinziato (ITA)       | 133.                |
| 46                  | Joey Rosskopf (USA)          | 70.                 |
| 47                  | Manuel Senni (ITA)           | 79.                 |
| 48                  | Dylan Teuns (BEL)            | 75.                 |
| 49                  | Francisco José Ventoso (ESP) | 94.                 |

| Bora-Hansgrohe BOH | Bora-Hansgrohe BOH      | Bora-Hansgrohe BOH |
| ------------------ | ----------------------- | ------------------ |
| Nr.                | Fahrer                  | Platz              |
| 51                 | Jan Bárta (CZE)         | 127.               |
| 52                 | Cesare Benedetti (ITA)  | 115.               |
| 53                 | Sam Bennett (IRL)       | 158.               |
| 54                 | Patrick Konrad (AUT)    | 16.                |
| 55                 | José Mendes (POR)       | 48.                |
| 56                 | Gregor Mühlberger (AUT) | 41.                |
| 57                 | Matteo Pelucchi (ITA)   | HD-10              |
| 58                 | Lukas Pöstlberger (AUT) | 114.               |
| 59                 | Rüdiger Selig (GER)     | DNF-15             |

| Cannondale-Drapac CDT | Cannondale-Drapac CDT   | Cannondale-Drapac CDT |
| --------------------- | ----------------------- | --------------------- |
| Nr.                   | Fahrer                  | Platz                 |
| 61                    | Pierre Rolland (FRA)    | 22.                   |
| 62                    | Hugh Carthy (GBR)       | 92.                   |
| 63                    | Joseph Dombrowski (USA) | 69.                   |
| 64                    | Davide Formolo (ITA)    | 10.                   |
| 65                    | Alex Howes (USA)        | 136.                  |
| 66                    | Kristijan Koren (SLO)   | 128.                  |
| 67                    | Tom-Jelte Slagter (NED) | 77.                   |
| 68                    | Davide Villella (ITA)   | 72.                   |
| 69                    | Michael Woods (CAN)     | 38.                   |

| CCC Sprandi Polkowice CCC | CCC Sprandi Polkowice CCC | CCC Sprandi Polkowice CCC |
| ------------------------- | ------------------------- | ------------------------- |
| Nr.                       | Fahrer                    | Platz                     |
| 71                        | Jan Hirt (CZE)            | 12.                       |
| 72                        | Marcin Białobłocki (POL)  | 159.                      |
| 73                        | Felix Großschartner (AUT) | 78.                       |
| 74                        | Łukasz Owsian (POL)       | 88.                       |
| 75                        | Maciej Paterski (POL)     | 137.                      |
| 76                        | Simone Ponzi (ITA)        | 126.                      |
| 77                        | Branislau Samojlau (BLR)  | 112.                      |
| 78                        | Michal Schlegel (CZE)     | 45.                       |
| 79                        | Jan Tratnik (SLO)         | 106.                      |

| FDJ | FDJ                         | FDJ    |
| --- | --------------------------- | ------ |
| Nr. | Fahrer                      | Platz  |
| 81  | Thibaut Pinot (FRA)         | 4.     |
| 82  | William Bonnet (FRA)        | DNS-16 |
| 83  | Matthieu Ladagnous (FRA)    | 97.    |
| 84  | Tobias Ludvigsson (SWE)     | 85.    |
| 85  | Rudy Molard (FRA)           | 44.    |
| 86  | Steve Morabito (SUI)        | 53.    |
| 87  | Sébastien Reichenbach (SUI) | 15.    |
| 88  | Jérémy Roy (FRA)            | 73.    |
| 89  | Benoît Vaugrenard (FRA)     | 103.   |

| Gazprom-RusVelo GAZ | Gazprom-RusVelo GAZ                | Gazprom-RusVelo GAZ |
| ------------------- | ---------------------------------- | ------------------- |
| Nr.                 | Fahrer                             | Platz               |
| 91                  | Sergei Firsanow (RUS)              | 96.                 |
| 92                  | Pawel Brutt (RUS)                  | 134.                |
| 93                  | Alexander Foliforow (RUS)          | 40.                 |
| 94                  | Dmitri Kosontschuk (RUS)           | 145.                |
| 95                  | Sergei Sergejewitsch Lagutin (RUS) | 157.                |
| 96                  | Iwan Rowny (RUS)                   | 119.                |
| 97                  | Iwan Alexandrowitsch Sawizki (RUS) | DNF-15              |
| 98                  | Jewgeni Schalunow (RUS)            | 123.                |
| 99                  | Alexei Zatewitsch (RUS)            | 121.                |

| Lotto-Soudal LTS | Lotto-Soudal LTS        | Lotto-Soudal LTS |
| ---------------- | ----------------------- | ---------------- |
| Nr.              | Fahrer                  | Platz            |
| 100              | André Greipel (GER)     | DNS-14           |
| 101              | Lars Bak (DEN)          | 118.             |
| 102              | Sean De Bie (BEL)       | DNF-16           |
| 103              | Jasper De Buyst (BEL)   | DNF-18           |
| 104              | Bart De Clercq (BEL)    | DNF-15           |
| 105              | Adam Hansen (AUS)       | 93.              |
| 106              | Moreno Hofland (NED)    | 139.             |
| 107              | Tomasz Marczyński (POL) | 47.              |
| 109              | Maxime Monfort (BEL)    | 13.              |

| Movistar Team MOV | Movistar Team MOV        | Movistar Team MOV |
| ----------------- | ------------------------ | ----------------- |
| Nr.               | Fahrer                   | Platz             |
| 111               | Nairo Quintana (COL)     | 2.                |
| 112               | Andrey Amador (CRC)      | 18.               |
| 113               | Winner Anacona (COL)     | 25.               |
| 114               | Daniele Bennati (ITA)    | DNF-16            |
| 115               | Víctor de la Parte (ESP) | 56.               |
| 116               | José Herrada (ESP)       | 61.               |
| 117               | Gorka Izagirre (ESP)     | 28.               |
| 118               | José Joaquín Rojas (ESP) | 50.               |
| 119               | Rory Sutherland (AUS)    | 108.              |

| Orica-Scott ORS | Orica-Scott ORS               | Orica-Scott ORS |
| --------------- | ----------------------------- | --------------- |
| Nr.             | Fahrer                        | Platz           |
| 121             | Adam Yates (GBR)              | 9.              |
| 122             | Alexander Edmondson (AUS)     | DNS-16          |
| 123             | Caleb Ewan (AUS)              | DNF-15          |
| 124             | Michael Hepburn (AUS)         | 122.            |
| 125             | Christopher Juul-Jensen (DEN) | 109.            |
| 126             | Luka Mezgec (SLO)             | 107.            |
| 127             | Rubén Plaza (ESP)             | 30.             |
| 128             | Svein Tuft (CAN)              | 142.            |
| 129             | Carlos Verona (ESP)           | 57.             |

| Quick-Step Floors QST | Quick-Step Floors QST     | Quick-Step Floors QST |
| --------------------- | ------------------------- | --------------------- |
| Nr.                   | Fahrer                    | Platz                 |
| 131                   | Bob Jungels (LUX)         | 8.                    |
| 132                   | Eros Capecchi (ITA)       | 58.                   |
| 133                   | Laurens De Plus (BEL)     | 24.                   |
| 134                   | Dries Devenyns (BEL)      | 89.                   |
| 135                   | Fernando Gaviria (COL)    | 129.                  |
| 136                   | Iljo Keisse (BEL)         | 144.                  |
| 137                   | Davide Martinelli (ITA)   | 153.                  |
| 138                   | Maximiliano Richeze (ARG) | 148.                  |
| 139                   | Pieter Serry (BEL)        | 105.                  |

| Dimension Data DDD | Dimension Data DDD               | Dimension Data DDD |
| ------------------ | -------------------------------- | ------------------ |
| Nr.                | Fahrer                           | Platz              |
| 141                | Nathan Haas (AUS)                | DNF-11             |
| 142                | Igor Antón (ESP)                 | 62.                |
| 143                | Natnael Berhane (ERI)            | 59.                |
| 144                | Omar Fraile (ESP)                | 65.                |
| 145                | Ryan Gibbons (RSA)               | DNS-16             |
| 146                | Jacques Janse van Rensburg (RSA) | 36.                |
| 147                | Kristian Sbaragli (ITA)          | 101.               |
| 148                | Daniel Teklehaimanot (ERI)       | 111.               |
| 149                | Johann van Zyl (RSA)             | 149.               |

| Katusha-Alpecin KAT | Katusha-Alpecin KAT         | Katusha-Alpecin KAT |
| ------------------- | --------------------------- | ------------------- |
| Nr.                 | Fahrer                      | Platz               |
| 151                 | İlnur Zäkärin (RUS)         | 5.                  |
| 152                 | Maxim Belkow (RUS)          | 125.                |
| 153                 | José Gonçalves (POR)        | 60.                 |
| 154                 | Robert Kišerlovski (CRO)    | 31.                 |
| 155                 | Pawel Kotschetkow (RUS)     | DNF-4               |
| 156                 | Wjatscheslaw Kusnezow (RUS) | 132.                |
| 157                 | Alberto Losada (ESP)        | 147.                |
| 158                 | Matwei Mamykin (RUS)        | 87.                 |
| 159                 | Ángel Vicioso (ESP)         | DNS-21              |

| LottoNL-Jumbo TLJ | LottoNL-Jumbo TLJ           | LottoNL-Jumbo TLJ |
| ----------------- | --------------------------- | ----------------- |
| Nr.               | Fahrer                      | Platz             |
| 161               | Steven Kruijswijk (NED)     | DNS-20            |
| 162               | Enrico Battaglin (ITA)      | 64.               |
| 163               | Victor Campenaerts (BEL)    | DNF-16            |
| 164               | Twan Castelijns (NED)       | 130.              |
| 165               | Stef Clement (NED)          | 23.               |
| 166               | Martijn Keizer (NED)        | 116.              |
| 167               | Bram Tankink (NED)          | DNF-19            |
| 168               | Jurgen Van Den Broeck (BEL) | 91.               |
| 169               | Jos van Emden (NED)         | 117.              |

| Team Sky SKY | Team Sky SKY           | Team Sky SKY |
| ------------ | ---------------------- | ------------ |
| Nr.          | Fahrer                 | Platz        |
| 171          | Mikel Landa (ESP)      | 17.          |
| 172          | Philip Deignan (IRL)   | 37.          |
| 173          | Kenny Elissonde (FRA)  | DNF-16       |
| 174          | Michał Gołaś (POL)     | 141.         |
| 175          | Sebastián Henao (COL)  | 33.          |
| 176          | Wassil Kiryjenka (BLR) | 102.         |
| 177          | Salvatore Puccio (ITA) | 86.          |
| 178          | Diego Rosa (ITA)       | 55.          |
| 179          | Geraint Thomas (GBR)   | DNS-13       |

| Team Sunweb SUN | Team Sunweb SUN       | Team Sunweb SUN |
| --------------- | --------------------- | --------------- |
| Nr.             | Fahrer                | Platz           |
| 181             | Tom Dumoulin (NED)    | 1.              |
| 182             | Phil Bauhaus (GER)    | DNF-17          |
| 183             | Simon Geschke (GER)   | 54.             |
| 184             | Chad Haga (USA)       | 82.             |
| 185             | Wilco Kelderman (NED) | DNF-9           |
| 186             | Sindre Lunke (NOR)    | 120.            |
| 187             | Georg Preidler (AUT)  | 71.             |
| 188             | Tom Stamsnijder (NED) | 154.            |
| 189             | Laurens ten Dam (NED) | 34.             |

| Trek-Segafredo TFS | Trek-Segafredo TFS    | Trek-Segafredo TFS |
| ------------------ | --------------------- | ------------------ |
| Nr.                | Fahrer                | Platz              |
| 191                | Bauke Mollema (NED)   | 7.                 |
| 192                | Eugenio Alafaci (ITA) | 146.               |
| 193                | Julien Bernard (FRA)  | 42.                |
| 194                | Laurent Didier (LUX)  | DNF-11             |
| 195                | Jesús Hernández (ESP) | 49.                |
| 196                | Giacomo Nizzolo (ITA) | DNS-11             |
| 197                | Mads Pedersen (DEN)   | 138.               |
| 198                | Peter Stetina (USA)   | 46.                |
| 199                | Jasper Stuyven (BEL)  | 98.                |

| UAE Team Emirates UAD | UAE Team Emirates UAD | UAE Team Emirates UAD |
| --------------------- | --------------------- | --------------------- |
| Nr.                   | Fahrer                | Platz                 |
| 201                   | Rui Costa (POR)       | 27.                   |
| 202                   | Valerio Conti (ITA)   | 68.                   |
| 203                   | Roberto Ferrari (ITA) | 150.                  |
| 204                   | Marco Marcato (ITA)   | 113.                  |
| 205                   | Sacha Modolo (ITA)    | DNF-17                |
| 206                   | Matej Mohorič (SLO)   | 135.                  |
| 207                   | Edward Ravasi (ITA)   | 80.                   |
| 208                   | Simone Petilli (ITA)  | 26.                   |
| 209                   | Jan Polanc (SLO)      | 11.                   |

| Wilier Triestina-Selle Italia WIL | Wilier Triestina-Selle Italia WIL | Wilier Triestina-Selle Italia WIL |
| --------------------------------- | --------------------------------- | --------------------------------- |
| Nr.                               | Fahrer                            | Platz                             |
| 211                               | Filippo Pozzato (ITA)             | 104.                              |
| 212                               | Julen Amezqueta (ESP)             | 99.                               |
| 213                               | Matteo Busato (ITA)               | 84.                               |
| 214                               | Giuseppe Fonzi (ITA)              | 161.                              |
| 215                               | Ilia Koshevoy (BLR)               | 155.                              |
| 216                               | Jakub Mareczko (ITA)              | DNS-14                            |
| 217                               | Daniel Felipe Martínez (COL)      | DNS-17                            |
| 218                               | Cristian Rodríguez (ESP)          | 52.                               |
| 219                               | Eugert Zhupa (ALB)                | 140.                              |